# Collège Notre-Dame du Congo
Le Collège Notre-Dame du Congo (CNDC) est un établissement d'enseignement secondaire situé sur l’avenue de la Science, dans la commune de la Gombe à Kinshasa, la capitale de la République démocratique du Congo (RDC). Reconnu pour son excellence académique et son rôle dans la formation de plusieurs générations de leaders congolais, le Collège Notre-Dame du Congo est l'un des établissements éducatifs les plus prestigieux du pays[réf. nécessaire].

## Histoire
Le collège notre-dame du Congo a été fondé en 1948 par les missionnaires de Scheut, une congrégation religieuse catholique également connue sous le nom de missionnaires de la Congrégation du Cœur Immaculé de Marie (CICM). L’établissement a vu le jour pendant la période coloniale belge, avec pour mission principale de former une élite intellectuelle congolaise dans un contexte où l’éducation formelle était encore largement inaccessible à la majorité de la population noire.
Au fil des décennies, le collège a su préserver son engagement envers l’excellence académique et les valeurs chrétiennes, devenant une institution de référence dans le système éducatif congolais[réf. nécessaire].

## Localisation
Le collège est situé dans la commune de Gombe, au cœur de la ville de Kinshasa. Sa position géographique en fait un lieu d'accès privilégié pour les élèves issus de divers horizons sociaux et économiques.

## Infrastructure
Le campus du Collège Notre-Dame du Congo est doté de bâtiments modernes et d’infrastructures adaptées aux besoins de l’enseignement. Il comprend des salles de classe équipées, des laboratoires scientifiques, une bibliothèque riche en ressources, ainsi que des installations sportives pour encourager le développement physique des élèves.
L’établissement dispose également d’une chapelle où des activités religieuses et spirituelles sont organisées régulièrement, dans le respect de l’identité catholique du collège.

## Organisation et enseignement
Le collège Notre-Dame du Congo propose un enseignement général axé sur le secondaire général, la pédagogie générale, la littérature ; option : latin-philosophie, la scientifique ; option maths-physique et la chimie-biologie, la technique commerciale ; option : commerciale et gestionnaire. Les cours sont dispensés par des enseignants qualifiés, et le programme scolaire est conforme aux directives du ministère de l'éducation nationale de la RDC.
L’établissement met un accent particulier sur les valeurs morales, la discipline, et la formation intellectuelle des élèves. En outre, il encourage les activités parascolaires, telles que le sport, la musique, le théâtre, et les clubs scientifiques, pour favoriser l’épanouissement des jeunes.

## Réputation et influence
Le collège Notre-Dame du Congo est considéré comme l’un des meilleurs établissements scolaires de la ville de Kinshasa en particulier et de la République démocratique du Congo en général.[réf. nécessaire] Ses anciens élèves, surnommés les « Notre-Damiens », occupent souvent des postes clés dans les domaines politiques, économiques, scientifiques et culturels du pays.
Grâce à son rôle dans la formation de leaders, le collège est devenu un symbole d’excellence éducative et un acteur incontournable dans le développement du capital humain en RDC.

## Valeurs et mission
Le collège notre-dame du Congo repose sur des principes chrétiens, prônant la foi, la discipline, le respect, et l’excellence. Sa mission principale est de former des jeunes compétents, responsables et capables de contribuer au développement de leur pays.

## Anciens élèves notables
Parmi les personnalités ayant fréquenté le Collège Notre-Dame du Congo, on trouve :
- Yves Bunkulu Zola, médecin et homme politique.
- Evans Kabasele,Architecte

## Défis et perspectives
Comme de nombreuses institutions éducatives en RDC, le collège Notre-Dame du Congo doit faire face à divers défis, notamment le financement de ses infrastructures, l'adaptation aux nouvelles technologies, et l'amélioration continue de la qualité de l’enseignement. Néanmoins, l’établissement reste déterminé à maintenir son rôle de pionnier dans l’éducation en RDC.